# Mujer frente a la puesta de sol
Mujer frente a la puesta de sol (en alemán: Frau vor untergehender Sonne) es un cuadro del pintor alemán Caspar David Friedrich, realizado hacia 1818. Se expone en el museo Folkwang de Essen.

## Descripción
El cuadro representa una mujer en primer plano vista de espaldas, los brazos un poco abiertos, frente al sol poniente, tapado por su cuerpo, ante un paisaje de pradera que al fondo se vuelve ligeramente escarpado. Hay algunos árboles a la izquierda y, más cerca, unas rocas que enmarcan el camino de tierra que sigue la mujer y que poco más adelante gira bruscamente a la derecha. Una iglesia lejana al fondo sugiere un pueblo. La mujer está vestida a la moda alemana nacionalista del momento, con el vestido largo perfilado oscuro, con la luz del sol solo iluminando las muñecas y los hombros, permitiendo adivinar su color - sin duda azul. El resto está a la sombra de la mujer. Su peinado alto deja a la vista la nuca y de sus aretes penden rubíes. El paisaje ya está en penumbra, pero el cielo todavía es luminoso, un degradado de amarillo en el horizonte que vira hacia el naranja oscuro a medida que se asciende hacia la parte superior del cuadro.

## Comentarios
Caspar David Friedrich emplea el mismo tipo de vista (personaje visto de espaldas ante un paisaje) que en su obra más conocida El caminante sobre el mar de nubes.
Con esa intensa tonalidad naranja de la puesta de sol, Friedrich fue tal vez un cronista fiel de la erupción histórica del volcán Tambora en Indonesia en 1815. Esta erupción modificó el clima en todo el planeta. El equipo del físico Christos Zerefos del Observatorio nacional de Atenas examinó las pinturas de paisaje de los cinco últimos siglos en función de las fechas de fenómenos volcánicos notables. Los aerosoles salidos de los volcanes enturbian la luz solar y este fenómeno es particularmente visible al atardecer.
Una aparición del cuadro en el cine:
En la película   VERBRANNTE ERDE  (Sin códigos), del director Thomas Arslan, un coleccionista contrata una banda de delincuentes para apoderarse del cuadro, mientras este se encuentra en préstamo en el Museo de Berlín.
https://www.youtube.com/watch?v=tDbsSbTy3JA&t=5s&ab_channel=AnaliaSanchez%28Prensa%29